# Киллинг, Вильгельм
Вильгельм Карл Йозеф Киллинг (нем. Wilhelm Karl Joseph Killing; 10 мая 1847, Бурбах (Зигерланд) — 11 февраля 1923, Мюнстер, Германия) — немецкий математик.
Наиболее известен как один из основателей (независимо от Софуса Ли) теории групп Ли; в частности им был сделан ключевой вклад в классификацию групп Ли, им также найдены группы G₂, F₄, E₆ E₇ и  E₈.

## Биография
Вильгельм Киллинг родился 10 мая 1847 года в прусском городке Бурбах. Учился в университете Мюнстера, а затем работал над диссертацией под руководством Карла Вейерштрасса и Эрнста Куммера в Берлине в 1872 году.
Он преподавал в гимназии с 1868 по 1872 год.
В 1882 году стал профессором математики в колледже Collegium Hosianum в Браунсберге, а позже — ректором колледжа и главой местного городского совета. В качестве профессора и администратора Киллинг был очень любим и уважаем.
В 1892 году он стал профессором в университете Мюнстера.
Умер 11 февраля 1923 года в городе Мюнстере.